# Cesta změny
Cesta změny (CZ) (Weg der Veränderung) war eine kleine tschechische liberale politische Partei. Vorsitzender der Partei war Jiří Lobkowicz, sein Sekretär Josef Brož.

## Geschichte
Die Partei entstand Ende 2001 aus der Mitte der Bewegung Děkujeme, odejděte (Wir danken, treten Sie zurück). Noch vor der Gründung kam es innerparteilich zu Auseinandersetzungen, die zum Austritt von Monika Pajerová und deren Anhänger führte. Diese gründeten die Partei Naděje (Hoffnung).
Am 3. Mai 2009 beschloss die Partei die Auflösung.

## Wahlen
Bei der Abgeordnetenhauswahl im Juni 2002 erhielt die Partei 0,27 % der Stimmen. Bei der Senatswahl im Herbst 2002 wurde im Wahlbezirk Prag 1 Martin Mejstřík gewählt, der als Parteiloser für die Partei antrat. In Tschechien ist die Partei noch in 5 Gemeinden vertreten.
In den ersten Wahlen zum Europäischen Parlament im Juni 2004 stellte die Partei eine gemeinsame Kandidatenliste mit der Unie svobody – Demokratická unie, Liberální reformní strana und ODA unter der Bezeichnung Unie liberálních demokratů (Union der liberalen Demokraten, UPD). Die UPD erhielt 1,69 % Stimmen, nicht ausreichend für einen Sitz im Europäischen Parlament.
Bei der Senatswahl im November 2004 stellte die CZ zwei Kandidaten, die sich nicht durchsetzen konnten. Weiterhin unterstützte die Partei mehrere unabhängige Bewerber, darunter auch Karel Schwarzenberg, der als einziger der unterstützten Kandidaten in den Senat einzog.

## Internationale Verbindungen
CZ war Mitglied der 2004 gegründeten Europäischen Demokratischen Partei (EDP).